# Калимпорт
Калимпорт (англ. Calimport) — город в вымышленной вселенной Forgotten Realms, крупнейший город региона Калимшан (также известного как Эмираты Небесного Огня), расположенного на юго-западе Фэйруна. Калимпорт расположен на северном побережье Сияющего Моря.
Калимпорт создавался, как город, в котором есть арабские мотивы, иногда связываемые с мусульманской Испанией. Другая ассоциация — с изображениями мусульманских городов в Голливуде в 50-х годах. Так в описании города сказано, что не проходит и дня, чтобы в Калимпорте не обвалился дом, или не сгорел квартал (англ. drudach) .
Калимпорт фигурирует в качестве места действия в романе Роберта Сальваторе "Сокровище халфлинга". Он является домом наёмного убийцы Артемиса Энтрери и родиной полурослика Реджиса.

## Население
Численность населения города составляет 192,795 человек.
- люди (95 %)
- хафлинги (2 %)
- полуорки (2 %)
- полуэльфы (1 %)

В дополнение к своему огромному населению из постоянных свободных граждан, Калимшан притягивает большое количество сезонных оседлых и проходящих торговцев. Один из самых старых непрерывно населенных городов Фаэруна, он имеет две большие арены, большие дворцы и внушительные примеры почти любого вида зданий, которые можно найти в других местах, включая здание аукциона для рабов.

## Правительство
Султан Везера номинально правит городом, но улицы держат под контролем преступные Гильдии. Впрочем, здесь все так хорошо организовано, что пришелец даже не заметит разницы с законной властью. Торговые лотки, гаремы и таверны теснятся по краям улиц, но у всех у них есть свои «теневые» хозяева. Среди прочих заведений примечательны Тайная таверна, где имеется потайной опиумный притон, и Блистательный Гарем с его великолепными банями.
Визирь Калимпорта - Панжор Джениспул, старший сын паши Рашида Джениспула. Паша считает его своим наследником, и остальные визири Калимшана ничего не имеют против этого. Хотя Панжор не всегда действует с согласия отца, он учится так много, сколько ему позволяют его способности, и так быстро, насколько это возможно, при этом часто обращаясь за помощью к отцовским советникам и формируя свой собственный круг верных сторонников. На этого человека народ Калимшана возлагает большие надежды, жалуясь на правление его отца, они верят, что в будущем Панжор мог бы стать величайшим вождем Калимшана, которого еще не видела земля.

## Религия
Калимпорт — это ещё и главный религиозный центр. Многие святыни крупнейших религиозных направлений страны расположены именно здесь. Некоторые из здешних храмов являются самыми грандиозными и впечатляющими строениями на земле. Один только Дворец Божественной Истины чего стоит — огромный, впечатляющий храм, посвященный культу Баэльроса. Стены его — цельные, 4 фута толщиной; у ворот, по углам и вдоль внешней стены здания расположены караульные помещения. Внешняя и Внутренняя Площади расположены под открытым небом и свободны для посещения. Стража у Внешних Ворот тормозит только тяжело-бронированных и подозрительных личностей, хотя ношение оружия на этих двух площадях не запрещено.
По-другому осуществляется контроль за посетителями у Срединных Ворот. Мечи и другое тяжелое оружие конфискуются, людей с кинжалами и другим легким оружием обычно не задерживают. Туристы и иноверцы обычно не пропускаются внутрь без взятки одному из стражников. Площадь Посвящения — это место для паломников, медитации и некоторых мелких церемоний. Святилища, расположенные по периметру площади, предназначены для запланированных мероприятий, таких как похороны, венчания, проведение специальных классов по культу Баэльроса, паломнических служб в особых случаях и т. д. Жрецы, проводящие такие службы заходят в святилища с задних ходов, дабы уменьшить прямой контакт с верующими.
Высокая внутренняя стена и Ворота гарантируют, что иноверцы никогда не увидят великий идол Баэльроса, расположенный в дальнем углу Площади Избранных. Стена также позволяет облегчить оборону ворот, т.к существует только два узких коридора по которым атакующие могут пробиться внутрь. Именно здесь проводятся священные службы культа Баэльроса. Только жрецы этого культа, паломники с многолетним стажем и преданные вере, и по-настоящему большие покровители храма могут быть допущены внутрь. Кельи стражников расположены тут же по периметру площади.
Идол Баэльроса сам по себе есть величественная статуя более 30 футов в высоту, покрытая кованым золотом и мозаикой из огромных драгоценных камней. Интерьер храма украшен прекрасными картинами, гобеленами и статуями. Последователи Баэльроса верят, его дух обитает в идоле, поэтому они его так сильно почитают. Кроме того считается, что если храм будет осквернен, то Баэльрос воплотится вместе со своим великим ручным драконом, которого он держит при себе на цепочке, и воздаст неверным по заслугам.

## Темный Калимпорт
Глубоко под Калимпортом находится темный город, состоящий из неисчислимых уровней стен, коллекторов, могил, пещер и подвалов. Столетия войны, атак драконов и опустошений добавляли слой за слоем к этому странному собранию руин. Известный как Темный Калимпорт (или Мужахаджаарндат), этот подземный город прослеживает своё происхождение до Корамшана, разрушенные фундаменты и коллекторы которого сформировали основу подземного города.
Воры и убийцы скрываются в верхних уровнях Темного Калимпорта, организовывая темные базары для торговли грязной магией, запретными знаниями и незаконными секретами. Кобольды, скулки (ФИ) и дикие паразиты бродят по средним и нижним уровням, и слухи утверждают, что врата к Проходу Итала находятся где-то в пределах среднего уровня.
На самом глубоком уровне Темного Калимпорта стоит многоколонный храм из темно-синего камня, некогда посвященный Тич, но искаженный для службы Шар. Храм Старой Ночи, как он теперь называется, является величайшей цитаделью Шар, а её клерики провозгласили абсолютный доминион на всю нижнюю треть Темного Калимпорта. Иртемара эль-Эрадсари - высокая жрица храма.

## История города
Калимпорт был основан в −7800 году по летосчислению Долин правителем джиннов Калимом. Город был населён джиннами и генаси, а также их многочисленными рабами — людьми и полуросликами. Уже через десять лет своего основания Калимпорт был полностью разрушен в результате нападения драконов, но джинны при помощи магии сумели отстроить его за год.
С −6500 по −6100 годы джинны Калима вели жестокую войну против ифритов Мемнона, в результате их сражения образовалась пустыня Калим. Этот период известен как Первая Эпоха Небесного Огня, его концом стало заточение Калима и Мемнона, а также многих их последователей в магическом кристалле. В −6060 году восставшие рабы при поддержке гномов свергли власть джиннов и основали новое государство Корамшан со столицей в Калимпорте. В −5005 году, после тысячелетия захватнических войн, Корамшан объединился с королевством Мир в империю Калимшан.
В следующие тысячелетия Калимшан несколько раз разрушался до основания в результате нападений драконов, наблюдателей и дроу, но всякий раз его отстраивали. В результате многочисленных перестроек под городом образовалась обширная сеть подземелий, которые в качестве опорной базы в разное время использовали дроу, последователи богини Талоны, некроманты, оборотни и различные преступники. Несколько раз население Калимпорта было выкошено чумой, около века город пустовал.
В −227 году Калимпорт стал крупнейшим портом Фэйруна, население города в то время составляло 75 тысяч свободных граждан. В 15 году столица созданной на месте Калимшана империи Шун была перенесена из Калимпорта в город Шунач, почти через сто лет Калимпорт вновь стал столицей империи. В 533 году восставшие рабы свергли правителей Калимпорта и захватили город. Их свободное государство просуществовало до 907 года, когда прежние владельцы вернули себе контроль над поверхностной частью Калимпорта.
В 1385 году в результате глобального катаклизма, затронувшего весь Фэйрун, исчезла магия, удерживавшая Калима и Мемнона пленниками кристалла. Оказавшись на свободе, джинн и ифрит продолжили свою войну, началась Вторая Эпоха Небесного Огня. Генаси, освободившиеся из кристалла, остававшиеся в Калимшане и прибывшие из других стран, захватили власть в Калимпорте, обратив всё человеческое население города в рабство.